# Resident Evil 5
Resident Evil 5 (с англ. — «Обитель зла 5», в Японии известна как Biohazard 5) — компьютерная игра в жанре шутера от третьего лица, разработанная и изданная компанией Capcom. Resident Evil 5 является игрой в основной серии Resident Evil, вышедшей в Японии на Xbox 360 и PlayStation 3 5 марта 2009 года, в США и Европе 13 марта 2009 года. Версия для персональных компьютеров (Games for Windows) была выпущена 15 сентября 2009 года в США, 17 сентября в Японии и 18 сентября в Европе. Право на издание игры в России принадлежит компании 1C, версии для Xbox 360, PlayStation 3 были выпущены на английском языке, версия на Windows содержит русскую и английскую локализации. Представлены и консольные эксклюзивы: Resident Evil 5: Gold Edition для PlayStation 3, Xbox 360 и PC и Resident Evil 5: Move Edition с поддержкой контроллера PS Move только для PlayStation 3. Gold Edition включает загружаемый контент «Lost In Nightmares» и «Desperate Escape», а также включает ранее выпущенный контент «Versus Mode», четыре новых костюма и дополнительный режим «Наёмников» — «Воссоединение наёмников».

## Игровой процесс
| Системные требования | Системные требования | Системные требования |
| -------------------- | --- | --- |
|                      | Минимальные | Рекомендуемые |
| Windows              | | |
| ОС                   | Windows XP Windows Vista Windows 7                                                                                                 | Windows XP Windows Vista Windows 7 |
| ЦПУ                  | Intel PentiumD Процессор AMD Athlon64 X2                                                                                           | Intel Core 2 Quad 2.4 Ghz Процессор или лучше AMD Phenom II X4 или лучше                                                               |
| Объём ОЗУ            | Windows Vista (1ГБ) Windows XP (512МБ)                                                                                             | Windows Vista (2ГБ или больше) Windows XP (1ГБ или больше)                                                                             |
| Место на диске       | 8.0 ГБ свободного места | 8.0 ГБ свободного места |
| Видеокарта           | DirectX 9.0c/Shader3.0 или выше совместимая, NVIDIA GeForce 6600 GT DDR3 или выше, ATI HD 2400 Pro или выше, VRAM 256МБ или больше | DirectX 10.0/Shader3.0 или выше совместимая, NVIDIA GeForce 8800GT series или выше, ATI Radeon HD 4850 или выше, VRAM 512МБ или больше |
| Звуковая плата       | DirectSound совместимая, DirectX 9.0c (или выше) совместимая                                                                       | DirectSound совместимая, DirectX 9.0c (или выше) совместимая                                                                           |

Игровой процесс в Resident Evil 5 схож с игровым процессом из предыдущей номерной части Resident Evil 4. Графика игроков, врагов, местности, характер повреждений значительно улучшены, однако и слабые стороны предыдущей части перешли в новую игру, например, невозможность прицеливания и стрельбы на бегу.
Игра разбита на небольшие главы, условно объединённые в шесть более крупных глав. Перед началом каждой главы, а также после рестарта с контрольной точки, игрок попадает в меню снаряжения, где может купить, продать или улучшить своё оружие, продать сокровища и выбрать снаряжение, с которым начнёт игру в текущей главе. Инвентарь игрока ограничен девятью ячейками, что делает его похожим на тот, что был в ранних частях игры. Уже пройденные главы можно переигрывать повторно, выбрав любую сложность. Использование инвентаря во время игры стало более реалистичным, так как теперь его открытие не останавливает игровой процесс. Выбор предметов нужно стараться производить быстрее, так как игрок с открытым инвентарём остаётся уязвимым для врагов. Карта отображается в верхнем правом углу экрана и её просмотр также не останавливает игру. Квестовый элемент сведён к минимуму, основной упор в игре делается на сражения. Загадки также практически исчезли, и, за исключением одной небольшой головоломки, все они сводятся к элементарному поиску ключей. Найденные ключи не занимают места в инвентаре, а просто отображаются в углу экрана и применяются автоматически.
В игре появился кооперативный режим (как в основной сюжетной линии, так и в «Наёмниках»). В режиме «Наёмники» доступно восемь карт и четыре персонажа c разными костюмами и оружием на выбор.

## Сюжет

### Основные события
2009 год. После падения корпорации Umbrella Крис Редфилд стал членом Альянса противодействия биотерроризму (Bioterrorism Security Assessment Alliance, BSAA), целью которой является очистка мира от биооружия (Bio Organic Weapon, BOW). Крис прибывает в западноафриканский автономный район Кижуджу, чтобы пресечь сделку некоего Рикардо Ирвина с террористами по продаже биооружия. В поселении Крис встречается с новой напарницей Шевой Аломар, а также с информатором BSAA, который сообщает им местонахождение Ирвина. По пути Крис и Шева замечают, что местные жители становятся агрессивными. Заканчивается это тем, что местные устраивают массовую казнь на площади, убивая при этом и информатора. Однако Крису и Шеве удается расчистить путь с помощью вертолёта BSAA.
Двигаясь далее, Крис и Шева замечают, что зараженные жители очень быстро распространяют инфекцию на других людей, а симптомы заражения у нового вируса напоминают симптомы, обнаруженные Леоном Кеннеди у жителей Испании в 2004 году. Крису и Шеве удается добраться до места встречи с отрядом BSAA «Альфа», однако они обнаруживают, что Ирвина там нет, а отряд полностью уничтожен. Лишь командир отряда, капитан Дешант, успевает перед смертью дать агентам некие файлы.
Узнав о происходящем, штаб BSAA высылает на помощь агентам отряд «Дельта». Однако чтобы добраться до отряда, Крису и Шеве предстоит пересечь почти весь африканский городок, наполненный зараженными людьми-маджини и животными. Посланный на помощь вертолёт оказывается уничтожен, а сами агенты попадают в ловушку, но в последний момент к ним на помощь приходят бойцы подразделения BSAA «Дельта». Командир отряда «Дельта», Джош Стоун, даёт Крису КПК с информацией, согласно которой Ирвин использует в Африке новый тип паразитов Лас-Плагас, отличающийся от первого практически мгновенным усвоением паразита организмом. Кроме того, среди фотографий на КПК Крис находит фото бывшей напарницы Джилл Валентайн, которая пропала без вести и предположительно погибла на задании три года назад. «Дельта» остаётся зачищать город, а Крис и Шева отправляются в офис Ирвина неподалёку от местных шахт в горах, в который была перенесена сорванная ими сделка. Уничтожая многочисленных маджини и заражённых собак, бойцы находят Ирвина в его офисе, однако тот сбегает при помощи некой женщины в капюшоне и птичьей маске. Тем не менее, агенты узнают о другой базе Ирвина — неком заводе на болотах. Далее Крис и Шева вынуждены выдерживать атаки маджини и нового вида BOW — попокариму, который и был целью сделки. Оторвавшись от преследования, агенты возвращаются в город, однако видят, что отряд «Дельта» уничтожен атаковавшим их мутантом Ндэсу (местный аналог «эль-гиганте»). Крис принимает решение продолжать миссию в одиночку, даже в отсутствие поддержки, так как уверен, что Джилл жива и в опасности. Шева решает двигаться с ним.
Крис и Шева приплывают на болота. По пути Крис рассказывает, что три года назад он вместе с Джилл пытался выследить Альберта Вескера — бывшего сотрудника Umbrella, пытавшегося возродить корпорацию. Чтобы найти Вескера, Крис и Джилл находят тайное убежище основателя Umbrella Озвела Спенсера и прибывают туда, чтобы узнать местоположение Вескера. В особняке они становятся свидетелями того, как Вескер убивает Спенсера. Завязался бой, в ходе которого Джилл жертвует собой, чтобы спасти Криса от смерти, выталкивая Вескера вместе с собой в окно. Их тела так и не были найдены, но официально Джилл была признана погибшей. Шева рассказывает Крису, что её родители работали на одном из заводов Umbrella и стали жертвой испытания BOW корпорации, которая использовала Африку как полигон для своих экспериментов и как источник набора подопытных.
На болотах Крис и Шева узнают, что местные туземцы заражены ещё более совершенным типом Лас-Плагас и приобрели дальнейшие мутации, а источником их заражения был нефтеперерабатывающий завод Ирвина. Пробившись через зараженную деревню, агенты добираются до завода, охраняемого маджини. На заводе Крис и Шева встречаются с Джошем, которому удалось выжить в городке. Втроем они преследуют Ирвина, однако обнаруживают, что он снова скрылся, уплыв по реке на военном катере и заминировав завод. Взяв одну из моторных лодок, бойцы BSAA тоже плывут по реке, отбиваясь от преследующих маджини, после чего догоняют катер Ирвина. Чтобы уничтожить агентов, Ирвин вкалывает себе образец доминантного плаги и мутирует в гигантское водное чудовище, однако Крис и Шева побеждают его. Перед смертью Ирвин сообщает, что ответы агенты найдут в неких пещерах и что в деле замешана некая Экселла. Крис, Джош и Шева добираются до пещер и обнаруживают, что напарница Ирвина в птичьей маске скрылась где-то тут. Джош отправляется за помощью, а Крис и Шева углубляются в пещеру. Там они находят руины древнего города местных племен. В руинах они вынуждены преодолевать множество ловушек и сопротивление зараженных паразитами туземцев. Наконец, Крис и Шева находят в пещерах некий подземный сад со странными цветами, рядом с которым обнаруживается вход в подземную лабораторию корпорации Umbrella.
Внутри Крис и Шева обнаруживают, что подземный комплекс Umbrella ныне используется для создания биооружия другим фармацевтическим гигантом — компанией Tricell, директором которой является та самая Экселла Джионе. Triсell занимается модификацией BOW, созданных корпорацией Umbrella, а также выведением новых вирусов. В частности, учёные Triсell создают новый вид лизунов — лизуны-бета, многие из которых выбираются из своих покоев и нападают на Криса и Шеву. Кроме того, оперативники узнают, что именно в Африке корпорация Umbrella когда-то вывела свой вирус «Прародитель» из тех самых цветов в подземном саду, называемых «Лестницей к солнцу». А сейчас Вескер, используя ресурсы компании Tricell, создаёт на основе вируса Прародителя новый вирус — Уроборос. Уничтожая зараженных Лас-Плагасом солдат Tricell и лизунов, Крис и Шева встречаются в одной из лабораторий с Экселлой, которая на подопытном пленнике демонстрирует им действие вируса Уроборос. С боем выбравшись из подземного комплекса в пещеры, они нагоняют директора корпорации, но задержать её агентам мешает та самая женщина в птичьей маске. В это же время появляется злейший враг Криса — Альберт Вескер. Как оказалось, Вескер выжил после той встречи в особняке и продолжил свою деятельность. И именно он стоял за разработкой вируса Уроборос и деятельностью Tricell, обретя в лице этой компании вторую Umbrella. Вескер открывает лицо женщины в капюшоне, и ею оказывается Джилл Валентайн, почему-то исполняющая приказы Вескера. Он приказывает Джилл убить Криса, а сам уходит. В схватке с Джилл Крис обнаруживает, что на груди у неё закреплено некое устройство, которое и заставляет её подчиняться Вескеру. Крис и Шева срывают с Джилл устройство, и к ней возвращается сознание. Она просит агентов остановить Вескера, пока не поздно.
Вескер и Экселла покидают подземелье и уплывают на огромном танкере Triсell. Крис и Шева проникают на танкер, охраняемый множеством солдат-маджини. На танкере агенты обнаруживают план «Уроборос», который заключался в заражении всего мира вирусом «Уроборос». Вирус должен был отобрать группу наиболее генетически приспособленных людей и вывести их на новый уровень развития, а их новым хозяином должен был стать Вескер. Остальное человечество планировалось превратить в мутантов, главной целью которых был бы поиск новых объектов заражения. Свои идеи Вескер почерпнул от убитого им бывшего начальника Спенсера, который, стремясь вывести расу сверхлюдей, основал корпорацию Umbrella и совершил научный проект «Дети Вескера» (сам Вескер — единственный известный выживший результат того проекта, чем и объясняется его способность усваивать вирусы). Кроме того, Крис и Шева находят в лаборатории танкера некую вакцину под названием «PG67-A/W».
Вескер, чтобы остановить Криса и Шеву, предаёт доверившуюся ему Экселлу и заражает её вирусом Уроборос. Отторгнув Экселлу, вирус использует гору человеческих тел и превращается в гигантское чудовище, начавшее крушить весь корабль. Крису и Шеве удается уничтожить монстра с помощью спутникового лазерного устройства. Агенты с боем пробираются к ангару танкера. По пути на КПК Криса звонит Джилл, которая сообщает ему, что вакцина, найденная им, способна временно лишить Вескера его сверхспособностей. В ангаре Крис и Шева находят Вескера, а также стелс-бомбардировщик, с помощью которого Вескер планирует распространить Уроборос. Завязывается схватка, в ходе которой Крис и Шева вкалывают Вескеру вакцину. Ослабев, Вескер бежит в свой самолёт и взлетает, однако агентам удается тоже проникнуть в бомбардировщик. В небе завязывается новая схватка между ними и Вескером, в ходе которой Крису удается открыть люк в хвостовой части, что приводит к разгерметизации самолёта. Вескер едва не улетает за борт, однако хватается за Шеву, утягивая её с собой. Крис видит в этом повторение ситуации трёхлетней давности, когда он потерял Джилл. Пытаясь не допустить новой потери, Крис успевает схватить Шеву, которая сбрасывает Вескера с самолёта. Самолёт падает в жерло вулкана. Стремясь отомстить Крису за разрушенный план, Вескер пробивает рукой одну из ракет с Уроборосом и сливается с вирусом. Завязывается последняя схватка между Крисом и Вескером, в ходе которой Вескер падает в лаву, а Криса и Шеву вовремя спасают прилетевшие на вертолёте BSAA Джош и Джилл. Пытаясь изо всех сил остановить Криса, тонущий в лаве Вескер цепляется пиявкой-щупальцем за вертолёт, утягивая его за собой, но агенты залпом из гранатомётов уничтожают Вескера, окончательно разрушая его планы по преобразованию человечества. Вертолёт покидает вулкан и улетает навстречу к закату. Сидя в вертолёте, Крис, наконец победивший своего злейшего врага, окончательно понимает, что бороться со злом за жизни других действительно стоит.

### Lost In Nightmares
События дополнения разворачиваются между Resident Evil: Revelations и пятой частью — в 2006 году, где-то в Европе. Крис и Джилл, выяснив координаты убежища последнего основателя «Umbrella», Озвела Е. Спенсера, добираются до его поместья с целью найти и допросить его хозяина о возможном местонахождении Альберта Вескера. Исследуя гостевой корпус, агенты находят спуск в подвал, где на них нападают несколько Палачей одновременно. Не имея возможности победить их, Крис и Джилл спасаются бегством, но проваливаются в казематы. Растеряв всю свою экипировку, они вынуждены хитростью заманивать Палачей в ловушки. Собрав с их тел фрагменты ключа, Джилл и Крис выбираются наружу, в дальнее крыло поместья. По пути в библиотеку они находят множество телохранителей Спенсера, убитых «необычным способом». Подобрав с их трупов оружие, агенты врываются в библиотеку, где, к своему удивлению, обнаруживают Вескера, убивающего Спенсера. Вескер одолевает двух агентов, после чего, схватив Криса за шею, намеревается его убить, однако Джилл спасает его, жертвуя собой. В конце Крис оплакивает гибель напарницы.

### Desperate Escape
События дополнения идут одновременно с оригинальной игрой, сразу после битвы Криса и Шевы с Джилл. Проводив агентов, Джилл теряет сознание. Её находит и приводит в себя Джош, искавший в этом комплексе Шеву и Криса. Джилл говорит, что они уже на борту баржи Вескера, но соглашается помочь Джошу догнать их. Они оба прорываются сквозь толпы маджини в комплексе «Tricell» вокруг склона горы, а Джош договаривается со своим другом, Дагом, чтобы он подобрал их на вертолёте. Из-за разрушения моста, ведущего к вертолётным площадкам, Джилл и Джошу приходится идти в Центр Связи, откуда Джилл и рассказывает агентам, как победить Вескера. Взобравшись на крышу Центра, они отбиваются от орд заражённых, дожидаясь вертолёта. Даг сажает машину на крыше и выбегает прикрывать их отход огневой поддержкой. Но тут появляется маджини с РПГ и целится в вертолёт. Даг принимает ракету на себя и погибает, тем самым спасая агентов. Джош поднимает вертолёт, а Джилл убивает того маджини. Улетая вслед за кораблём, герои скорбят по Дагу, но Джош говорит, что если они не помогут Крису и Шеве, то Даг погиб напрасно.

## Критика
| Сводный рейтинг | Сводный рейтинг | Сводный рейтинг | Сводный рейтинг |
| Издание         | Оценка          | Оценка          | Оценка          |
| Издание         | PC              | PS3             | Xbox 360        |
| --------------- | --------------- | --------------- | --------------- |
| GameRankings    | 86,29 %         | 86,62 %         | 86,32 %         |

| Сводный рейтинг | Сводный рейтинг | Сводный рейтинг |
| Издание         | Оценка          | Оценка          |
| Издание         | PS3             | Xbox 360        |
| --------------- | --------------- | --------------- |
| GameRankings    | 78,90 %         | 79,00 %         |

| Сводный рейтинг | Сводный рейтинг |
| Агрегатор       | Оценка          |
| --------------- | --------------- |
| GameRankings    | 77,58 %         |

Крупнейший российский портал игр Absolute Games поставил игре 70 %. Обозреватели отметили превосходную графику и качественно сделанные заставки. К недостаткам были отнесены слабая физическая модель и отсутствие серьёзных нововведений. Вердикт: «Впрочем, в хорошей компании и Resident Evil 5 скрасит пару вечеров — магия „коопа“ действует безотказно почти в каждой игре. Даже если вам продают её во второй раз».
Журнал Игромания поставил игре 8 баллов из 10, сделав следующее заключение: «Если в четвёртой части экшен был дерзким экспериментом, то здесь смешение механик перешло на новый уровень. Хотя некоторые моменты похожи на вялое подражание последним боевикам, у Resident Evil 5 найдется с десяток-другой вау-моментов, которые заставят вас просидеть за игрой до рассвета».
Игра заняла второе место в номинации «Экшен года» (2008) журнала Игромания.
Страна Игр поставила игре 9.0 из 10 баллов.

## Версия на Windows
Издание для Windows поддерживает онлайновый кооперативный режим как и в версии для консолей, а также включает в себя поддержку технологии NVIDIA 3D Vision. В PC версии также имеется эксклюзивный контент в виде новых добавленных костюмов (которые позже были доступны на консолях в виде DLC).
Resident Evil 5 для ПК был выпущен 15 и 18 сентября 2009 в Северной Америке и Европе.
В 2015 году Resident Evil 5: Gold Edition портировали на ПК. В Steam вышло DLC Resident Evil 5 — UNTOLD STORIES BUNDLE, которое включает в себя «Lost In Nightmares», «Desperate Escape», «Versus Mode», «The Mercenaries Reunion», «Extra Figures» и «Additional Costumes», раннее выпущенные в этом же издании для PS3 и Xbox360.
Летом 2018 года, благодаря уязвимости в защите Steam Web API, стало известно, что точное количество пользователей сервиса Steam, которые играли в игру хотя бы один раз, составляет 1 005 089 человек.

## Коллекционные издания

### Gold Edition
Является наиболее полным изданием Resident Evil 5, изначально вышедшем только для консолей PlayStation 3 и Xbox 360 (с 27 марта 2015 года издание стало доступно и на ПК). Gold Edition включает загружаемый контент «Lost In Nightmares» и «Desperate Escape». Gold Edition также включает ранее выпущенный контент «Versus Mode», четыре новых костюма и дополнительный режим «Наёмников» — «Воссоединение наёмников».

### Move Edition
Доступно только для PlayStation 3. Это версия Resident Evil 5 с изначальной поддержкой контроллера PlayStation Move, в остальном она эквивалентна Resident Evil 5: Gold Edition. Поддержку данного контроллера можно добавить также, скачав специальное обновление к версии Resident Evil 5: Gold Edition для PlayStation 3.